# ناوالمرال د لا ماتا
ناوالمرال د لا ماتا (به اسپانیایی: Navalmoral de la Mata) یک دهستان‌های اسپانیا و دهستان و شهرک در اسپانیا است که در استان کاسرس واقع شده‌است. ناوالمرال د لا ماتا ۱۵۵٫۹۶ کیلومتر مربع مساحت دارد ۲۹۱ متر بالاتر از سطح دریا واقع شده‌است.